# Mare de Déu de l'Almudena

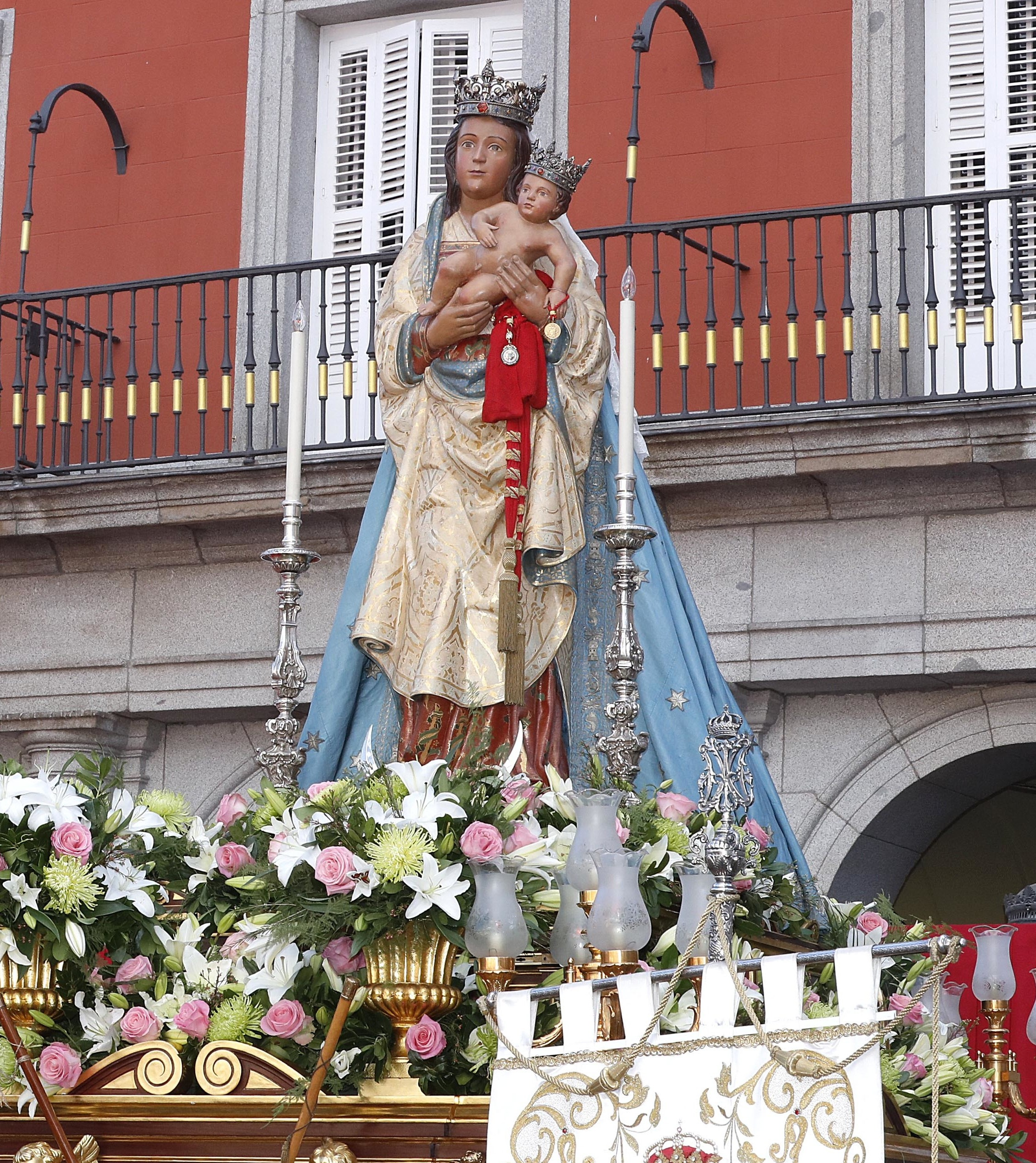
Imatge de la Mare de Déu de l'Almudena a la Plaça Major de Madrid la diada de l'Almudena de 2016.

Santa Maria de l'Almudena (o Santa María de la Almudena, en castellà), és una advocació de la Mare de Déu. També anomenada en castellà Virgen de la Almudena. És la patrona de Madrid, i el seu nom prové de l'àrab Al Mudayna (la ciutadella).

## Història
Existeixen diverses tradicions sobre l'origen del nom i la imatge. La primera conta que al 712, abans de la presa de Madrid pels musulmans, els habitants de la vila tapiaren una imatge de la Mare de Déu a les murades per a protegir-la. Amb la reconquesta al segle xi pel rei Alfons VI de Castella, es proposaren trobar la imatge oculta. Després de dies de pregàries, quan una processó passava per la Cuesta de la Vega, el fragment de murada on es trobava es va solsir, mostrant la imatge de la verge intacta. Aquesta llegenda és impossible, perquè la vila de Madrid i les seues murades, va ser fundada al segle iX per l'emir cordovés Muhammad I.
Pareix més que probable que l'origen de la talla sigui la baixa edat mitjana, durant la repoblació cristiana de Madrid, per a ser col·locada a l'altar de l'antiga mesquita major, ara reconvertida en església major. Probablement, per a diferencir-la d'altres esglésies que anaren sorgint als arrabals, es coneixeria al temple com Santa Maria de l'Almudaina o Almudena, és a dir de la ciutadella, per estar tancada al primer perímetre emmurallat d'origen musulmà.